# Liste der Kulturdenkmale in Zaschendorf (Dresden)
In der Liste der Kulturdenkmale in Zaschendorf sind die Kulturdenkmale aufgeführt, die sich in der Dresdner Gemarkung Zaschendorf befinden.

## Legende
- Bild: Bild des Kulturdenkmals, ggf. zusätzlich mit einem Link zu weiteren Fotos des Kulturdenkmals im Medienarchiv Wikimedia Commons. Wenn man auf das Kamerasymbol klickt, können Fotos zu Kulturdenkmalen aus dieser Liste hochgeladen werden:
- Bezeichnung: Denkmalgeschützte Objekte und ggf. Bauwerksname des Kulturdenkmals
- Lage: Straßenname und Hausnummer oder Flurstücknummer des Kulturdenkmals. Die Grundsortierung der Liste erfolgt nach dieser Adresse. Der Link (Karte) führt zu verschiedenen Kartendiensten mit der Position des Kulturdenkmals. Fehlt dieser Link, wurden die Koordinaten noch nicht eingetragen. Sind diese bekannt, können sie über ein Tool mit einer Kartenansicht einfach nachgetragen werden. In dieser Kartenansicht sind Kulturdenkmale ohne Koordinaten mit einem roten bzw. orangen Marker dargestellt und können durch Verschieben auf die richtige Position in der Karte mit Koordinaten versehen werden. Kulturdenkmale ohne Bild sind an einem blauen bzw. roten Marker erkennbar.
- Datierung: Baubeginn, Fertigstellung, Datum der Erstnennung oder grobe zeitliche Einordnung entsprechend des Eintrags in der sächsischen Denkmaldatenbank
- Beschreibung: Kurzcharakteristik des Kulturdenkmals entsprechend des Eintrags in der sächsischen Denkmaldatenbank, ggf. ergänzt durch die dort nur selten veröffentlichten Erfassungstexte oder zusätzliche Informationen
- ID: Vom Landesamt für Denkmalpflege Sachsen vergebene, das Kulturdenkmal eindeutig identifizierende Objekt-Nummer. Der Link führt zum PDF-Denkmaldokument des Landesamtes für Denkmalpflege Sachsen. Bei ehemaligen Kulturdenkmalen können die Objektnummern unbekannt sein und deshalb fehlen bzw. die Links von aus der Datenbank entfernten Objektnummern ins Leere führen. Ein ggf. vorhandenes Icon  führt zu den Angaben des Kulturdenkmals bei Wikidata.

## Liste der Kulturdenkmale in Zaschendorf
| Bild           | Bezeichnung                                                                                                 | Lage                       | Datierung | Beschreibung | ID       |
| -------------- | --- | -------------------------- | --- | --- | -------- |
|                | Wohnhaus, Auszugshaus und Scheune eines Bauernhofes                                                         | Am Waldrand 4 (Karte)      | 2. Hälfte 19. Jh. (Bauernhaus); 18. Jh. (Auszugshaus) | massives Wohnhaus mit Satteldach, Auszugshaus mit Fachwerk im Obergeschoss, holzverschaltem Giebel und Schleppdach, Hof baugeschichtlich und ortsgeschichtlich bedeutend                                                   | 09283710 |
|                | Wohnstallhaus                                                                                               | Am Waldrand 9 (Karte)      | bez. 1827 (Wohnstallhaus) | Gebäude mit holzverschaltem Fachwerk im Obergeschoss und Satteldach, baugeschichtlich und ortsgeschichtlich bedeutend | 09283711 |
|                | Handschwengelpumpe                                                                                          | Dorfstraße (Karte)         | 19. Jh. (Handschwengelpumpe) | hölzerne Pumpe auf dem Dorfplatz, kulturgeschichtlich von Bedeutung | 09283713 |
|                | Scheune eines Bauernhofes                                                                                   | Dorfstraße 4 (Karte)       | 19. Jh. (Scheune) | Fachwerkscheune mit Satteldach, als Zeugnis der ländlichen Architektur und Volksbauweise seiner Zeit baugeschichtlich bedeutend                                                                                            | 09283716 |
|                | Wohnstallhaus und Scheune                                                                                   | Dorfstraße 7 (Karte)       | bez. 1822 (Wohnstallhaus) | markantes Fachwerkensemble, Kragdachhaus, als Zeugnis der ländlichen Architektur und Volksbauweise seiner Zeit baugeschichtlich bedeutend, wohl am authentischsten erhaltenes bäuerliches Anwesen von Zaschendorf          | 09283719 |
|                | Wohnstallhaus und Hofmauer eines Zweiseithofes                                                              | Dorfstraße 9 (Karte)       | mit Fachwerkobergeschoss, Satteldach und holzverschaltem Giebel, Gebäude als Zeugnis der ländlichen Architektur und Volksbauweise seiner Zeit baugeschichtlich bedeutend | Wohnstallhaus und Hofmauer eines Zweiseithofes | 09283714 |
|                | Wohnstallhaus und Hofeinfahrt eines Bauernhofes                                                             | Dorfstraße 12 (Karte)      | 1. H. 19. Jh. (Wohnstallhaus) | Gebäude mit Fachwerkobergeschoss und Satteldach, massive Giebel, Hof baugeschichtlich und ortsgeschichtlich bedeutend | 09283712 |
|                | Wohnstallhaus, Seitengebäude und Scheune eines Dreiseithofes, mit eiserner Handschwengelpumpe               | Dorfstraße 15 (Karte)      | Ende 19. Jh. (Wohnstallhaus); 1. Hälfte 19. Jh. (Seitengebäude) | Wohnstallhaus und Seitengebäude massive Bauten mit Satteldach, Scheune Fachwerk, Hof baugeschichtlich und ortsgeschichtlich bedeutend                                                                                      | 09283717 |
|                | Wohnstallhaus und Scheune eines Zweiseithofes                                                               | Dorfstraße 17 (Karte)      | Mitte 19. Jh. (Wohnstallhaus) | Wohnstallhaus mit verputztem Fachwerkobergeschoss, Satteldach und holzverschaltem Giebel, Fachwerkscheune, Hof baugeschichtlich und ortsgeschichtlich bedeutend                                                            | 09283718 |
|                | Wohnstallhaus, Scheune mit östlichem Anbau, Seitengebäude, Einfriedung sowie Wäschemangel eines Bauernhofes | Meßweg 1; 1a (Karte)       | Mitte 19. Jh. (Wohnstallhaus); 1. Viertel 20. Jh. (Wäschemangel) | charakteristische ländliche Bauten ihrer Zeit, Hauptgebäude mit Serlio-Motiv im Giebel, Mangel eine der wenigen auf dem heutigen Stadtgebiet Dresdens noch erhaltenen, baugeschichtlich und technikgeschichtlich bedeutend | 09306116 |
| Weitere Bilder | Ehemaliges Müllerwohnhaus                                                                                   | Zum Triebenberg 20 (Karte) | E. 18. Jh. (Müllerwohnhaus) | verputzter Natursteinbau, zugehörige Windmühle abgebrochen, baugeschichtlich und ortsgeschichtlich bedeutend | 09283702 |
|                | Wohnhaus | Zur Rodelbahn 1 (Karte)    | 2. H. 19. Jh. (Wohnhaus) | massiver ländlicher Bau mit Satteldach, Gebäude baugeschichtlich bedeutend | 09283707 |